# Alston (Cumbria)
Alston is een stad (town) in het bestuurlijke gebied Eden, in het Engelse graafschap Cumbria met 1.128 inwoners.

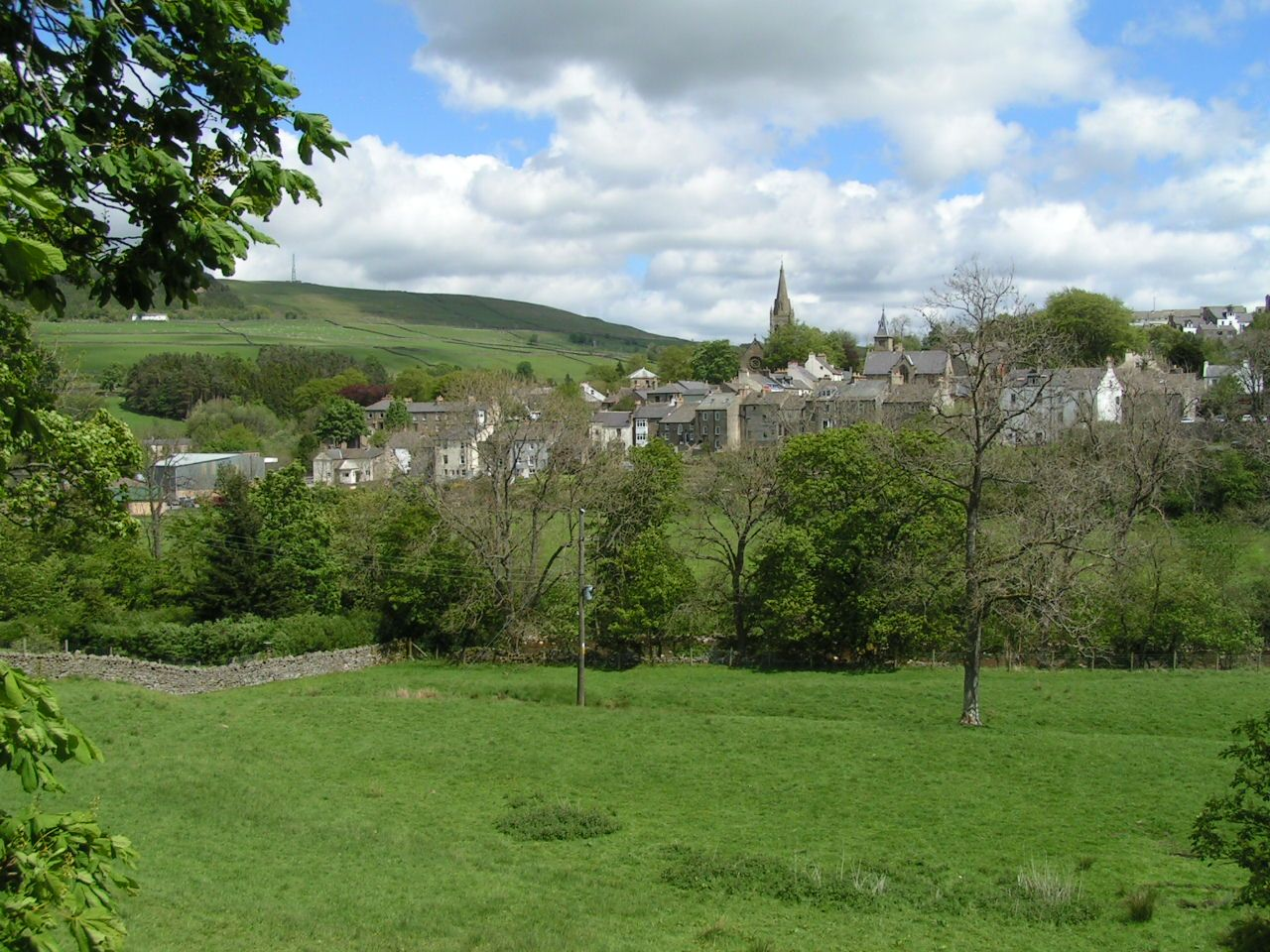
Alston
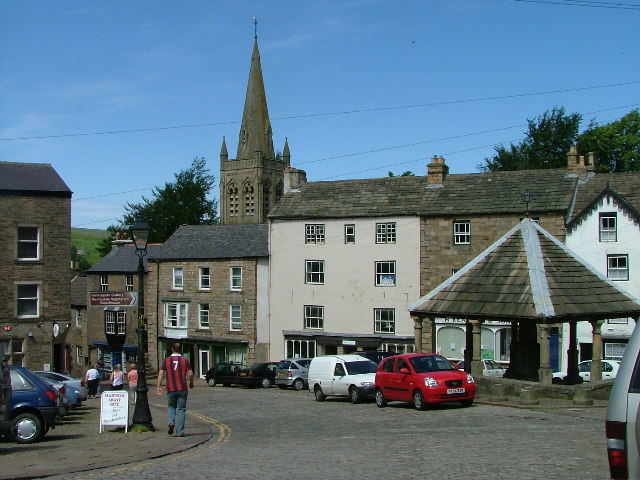
Centrum van Alston (Market Cross)